# Ophiochasma nitida
Ophiochasma nitida är en ormstjärneart som beskrevs av Paul E. Hertz 1927. Ophiochasma nitida ingår i släktet Ophiochasma och familjen Ophiodermatidae. Inga underarter finns listade i Catalogue of Life.